# قوامی گنجوی
قوامی گنجوی، از شاعران قرن ششم است. او را استاد قوامی مطرزی و عموی نظامی دانسته‌اند

## نمونه شعر
| ای فلک راهوای قدر تو بار |  | وی ملک را ثنای صدر تو کار |